# Ђиро д’Италија 2021.
Ђиро д’Италија 2021. било је 104. издање етапне бициклистичке трке, једне од три Гранд тур трке — Ђиро д’Италије. Старт трке био је у 8. маја 2021. у Торину, док је последња етапа вожена 30. маја у Милану, а и на првој и на последњој етапи вожен је хронометар. Првобитно је планирано да старт буде у Сицилији, али је, неколико мјесеци прије почетка, донесена одлука да старт буде у Торину, што је било трећи пут у историји да трка стартује у Торину и први пут од 2011, а стартом је обиљежено 160 година од избора Торина као првог главног града Италије.
Укупна дужина трке била је 3,410.9 km. Првобитно је планирано да се вози 3,479.9 km, али су двије етапе скраћене: етапа 16 због невремена и етапа 19, због несреће у којој је погинуло 14 особа, када се откачио ваздушни трамвај са успона Мотароне, преко којег је требало да се вози. Вожена је 21 етапа, уз два дана одмора, након десете и након етапе 16. Вожено је шест равних етапа, три лакше брдске, од чега су на једној етапи вожене секције калдрме које се возе на Страде Бјанкеу, четири средње тешке брдске, шест тешких брдских и два хронометра. Вожено је укупно 44 успона, од чега 13 прве категорије, укључујући Монте Зонколан, док нису вожени успони Коле деле Финестре, Пасо дело Стелвио, Мортироло, Пасо ди Гавија, Коле Сестријере и Коле дел’Ањело. Чима Копи је првобитно требало да буде успон Пасо Пордои, али због невремена није вожен и Чима Копи је био успон Пасо Ђау.
Побједник Ђира 2020. — Тео Гејган Харт, као и трећепласирани — Вилко Келдерман, нису возили, док су највећи фаворити били побједник Тур де Франса 2019. — Еган Бернал, побједник Вуелта а Еспање 2018. — Сајмон Јејтс, другопласирани на Ђиру 2020. — Џај Хиндли, Микел Ланда и Ремко Евенепол, који је по први пут у каријери возио неку гранд тур трку, а возио је прву трку након девет мјесеци и пада на Ђиро ди Ломбардији. Возили су такође двоструки побједник Ђира — Винченцо Нибали, који се повриједио прије почетка трке, освајач подијума на Вуелта а Еспањи — Хју Карти, освајач подијума на Тур де Франсу — Ромен Барде, четвртопласирани на Ђиру 2020. — Жоао Алмеида, Данијел Мартин, Александар Власов и четвртопласирани на Тур де Франсу 2019. — Емануел Букман. Тим Еоло—комета, који је постао професионалан на почетку сезоне и који воде бивши бициклисти и двоструки побједници Ђира — Иван Басо и Алберто Контадор, дебитовао је на трци.
Ђиро је освојио Бернал, минут и 29 секунди испред Дамијана Каруза и четири минута у 15 секунди испред Јејтса. Власов је завршио на четвртом мјесту, док је Данијел Мартинез завршио на петом мјесту, мање од секунду испред Алмеиде. Петер Саган је освојио класификацију по поенима, Жефре Бушар брдску класификацију, а Бернал класификацију за најбољег младог возача, док је тим Инеос Гренадирс освојио тимску класификацију. Од мањих класификација, за које се нису додјељивале мајице, Дрис де Бонт је освојио класификацију за борбеност и спринт класификацију, док је Симон Пело освојио класификацију за бијег, за највише проведених километара у бијегу, а тим Бахреин—викторијус је освојио фер плеј класификацију. Филипо Гана, Бернал и Јуан су остварили по двије етапне побједе, Виктор Лафај је остварио прву побједу за Кофидис на Ђиру након 11 година, Лоренцо Фортунато је остварио прву побједу за Еоло—комету, док је Ђакомо Ницоло остварио прву побједу на Ђиру након 11 других мјеста и пет трећих.
Трку су обиљежила одустајања фаворита: Ланда, Марк Солер, Евенепол и Ђулио Чиконе су морали да се повуку због падова, док су спринтери — Кејлеб Јуан и Тим Мерлије, напустили трку због бола у кољену. Јуан је изазвао контроверзе када је одлучио да напусти трку након двије етапне побједе, изјавивши да је осјећао бол у кољену, због чега су га критиковали бивши бициклисти — Еди Меркс и Аксел Меркс, као и бивши директор Тур де Франса — Феликс Левитан, који су изјавили да нема поштовања према трци и да му не треба дозволити да је вози поново следеће године.

## Промјене
На дан 26. маја 2019, организатори трке — RCS Sport, објавили су да ће старт 2021. бити у Сицилији. Старт 2020. првобитно је требало да буде у мају у Будимпешти, али је, због пандемије ковида 19, трка помјерена за октобар а етапе у Мађарској су отказане. Старт трке је помјерен у Палермо, а објављено је да ће Мађарска можда бити домаћин старта 2021. На дан 4. фебруара 2021, објављено је да ће трка стартовати у Торину, јер је Сицилија била домаћин 2020.

## Тимови
На трци су учествовала 23 тима, са по осам возача. Свих 19 ворлд тур тимова имало је аутоматску позивницу и били су обавезни да учествују; побједник про тура за претходну годину такође је имао аутоматску позивницу за све ворлд тур трке, док су организатори трке — RCS Sport, додијелили три вајлд кард позивнице.
По правилу из 2019. најбољи про тур тим у рангирању има загарантовано учешће на свакој ворлд тур трци наредне сезоне; најбољи про тур тим у сезони 2020. био је Алпесин—феникс, који је, такође, завршио на 12 мјесту у свјетском поретку тимова. Специјалне позивнице су објављене 10. фебруара 2021, а добили су их Бардијани—ЦСФ—фазијане, Вини забу—брадо—КТМ и Еоло—комета. Еоло воде бивши бициклисти — Алберто Контадор и Иван Басо, а тим је постао професионалан на почетку сезоне 2021, наставши из фондације Контадор. Андрони ђокатоли—сидермек је остао без позивнице први пут након 2017, а власник тима — Ђани Савио, рекао је да је спортска неправда што нису добили позивницу, изјавивши да разумије да је тим Еоло—комета, који је тек постао професионалан, добио позивницу због финансијских разлога, јер је Еоло један од главних спонзора трка које организује RCS Sport, али да су трећу позивницу требали да упуте према спортским критеријумима, а тим Вини—забу је завршио иза Андронија у свакој класификацији на свјетском, европском и националном нивоу четири године заредом, није остварио побједу на Ђиру од 2012, док је њихов возач — Матео Спреафико, био позитиван на допинг на Ђиру 2020.
На дан 15. априла 2021, након што су Матео Спреафико и Матео де Бонис били позитивни на допинг тесту, тим Вини—забу је био под истрагом и потенцијалном суспензијом, због чега су одлучили да се повуку са Ђира. Након иступања Вини—забуа, позивницу је добио Андрони.
Од 176 возача, њих 58 возило је Ђиро по први пут. Возачи који су наступили долазили су из 33 државе; пет држава је имало преко десет возача: Италија (55), Белгија (17), Француска (13), Холандија (12) и Шпанија (10). Просјечан број година возача био је 28,76, најмлађи возач био је Андри Пономар из Андронија, са 18 година и 246 дана, који је такође био најмлађи возач на трци икада након Луиђија Ерика 1928,, док је најстарији био Коен де Корт из Трек—сегафреда, са 38 година и 243 дана. Најмлађи просјечни број година имао је тим Андрони, са 24 године и 184 дана, док је настарији просјечни број година имао тим Израел старт ап нејшн, са 31 годином и 71 даном.
UCI ворлд тур тимови:
| - АГ2Р ситроен - Астана премијер тех - Бајк ексчејнџ - Бахреин–викторијус - Бора–ханзгро - Групама—ФДЈ - Декунинк—Квик-степ - ДСМ - ЕФ едукејшен—нипо - Израел старт ап нејшн | - Инеос Гренадирс - Интермарш—ванти—гобер материокс - Јумбо—визма - Кофидис - Кубека асос - Лото–судал - Мовистар - Трек–сегафредо - УАЕ тим Емирејтс |

UCI про тур тимови:
| - Алпесин—феникс - Андрони ђокатоли—сидермек | - Бардијани—ЦСФ—фазијане - Еоло—комета |

## Рута и етапе
| Етапа  | Датум   | Рута                                             | Дистанца   | Тип        | Тип                                       | Побједник               |            |
| ------ | ------- | ------------------------------------------------ | ---------- | ---------- | ----------------------------------------- | ----------------------- | ---------- |
| 1.     | 8. мај  | Торино — Торино                                  | 8,6 km     |            | Индивидуални хронометар                   | Филипо Гана (ИТА)       |            |
| 2.     | 9. мај  | Ступиниђи (Никелино) — Новара                    | 179 km     |            | Равна етапа                               | Тим Мерлије (БЕЛ)       |            |
| 3.     | 10. мај | Бјела — Канале                                   | 190 km     |            | Лакша брдска етапа                        | Тако ван дер Хорн (ХОЛ) |            |
| 4.     | 11. мај | Пјаченца — Сестола                               | 187 km     |            | Средње тешка брдска етапа                 | Џо Домбровски (САД)     |            |
| 5.     | 12. мај | Модена — Католика                                | 177 km     |            | Равна етапа                               | Кејлеб Јуан (АУС)       |            |
| 6.     | 13. мај | Гроте ди Фрасаси — Асколи Пичено (Сан Ђакомо)    | 160 km     |            | Средње тешка брдска етапа                 | Ђино Медер (ШВА)        |            |
| 7.     | 14. мај | Нотареско — Термоли                              | 181 km     |            | Равна етапа                               | Кејлеб Јуан (АУС)       |            |
| 8.     | 15. мај | Фођа — Гвардија Санфрамонди                      | 170 km     |            | Средње тешка брдска етапа                 | Виктор Лафај (ФРА)      |            |
| 9.     | 16. мај | Кастел ди Сангро — Кампо Феличе (Рока ди Камбио) | 158 km     |            | Тешка брдска етапа                        | Еган Бернал (КОЛ)       |            |
| 10.    | 17. мај | Л’Аквила — Фолињо                                | 139 km     |            | Равна етапа                               | Петер Саган (СВК)       |            |
|        | 18. мај | Фолињо                                           | Фолињо     |            | Дан одмора                                |                         |            |
| 11.    | 19. мај | Перуђа to Монталчино                             | 162 km     |            | Лакша брдска етапа, „Страде Бјанке етапа“ | Мауро Шмит (ШВА)        |            |
| 12.    | 20. мај | Сијена — Бањо ди Ромања                          | 212 km     |            | Средње тешка брдска етапа                 | Андреа Вендраме (ИТА)   |            |
| 13.    | 21. мај | Равена — Верона                                  | 198 km     |            | Равна етапа                               | Ђакомо Ницоло (ИТА)     |            |
| 14.    | 22. мај | Читадела — Монте Зонколан                        | 205 km     |            | Тешка брдска етапа                        | Лоренцо Фортунато (ИТА) |            |
| 15.    | 23. мај | Градо — Горица                                   | 147 km     |            | Лакша брдска етапа                        | Виктор Кампенартс (БЕЛ) |            |
| 16.    | 24. мај | Сачиле — Кортина д’Ампецо                        | 153 km     |            | Тешка брдска етапа                        | Еган Бернал (КОЛ)       |            |
|        | 25. мај | Канацеи                                          | Канацеи    |            | Дан одмора                                |                         |            |
| 17.    | 26. мај | Канацеи — Сега ди Ала                            | 193 km     |            | Тешка брдска етапа                        | Данијел Мартин (ИРС)    |            |
| 18.    | 27. мај | Роверето — Страдела                              | 231 km     |            | Равна етапа                               | Алберто Бетиол (ИТА)    |            |
| 19.    | 28. мај | Абијатеграсо — Алпе ди Мера                      | 166 km     |            | Тешка брдска етапа                        | Сајмон Јејтс (УК)       |            |
| 20.    | 29. мај | Вербанија — Вале Сплуга (Алпе Мота)              | 164 km     |            | Тешка брдска етапа                        | Дамијано Карузо (ИТА)   |            |
| 21.    | 30. мај | Сенаго — Милано                                  | 30,3 km    |            | Индивидуални хронометар                   | Филипо Гана (ИТА)       |            |
| Укупно | Укупно  | Укупно                                           | 3,410.9 km | 3,410.9 km | 3,410.9 km                                | 3,410.9 km              | 3,410.9 km |

## Класификације
На Ђиро д’Италији, као и на друге двије гранд тур трке, додјељују се четири различите мајице, за четири класификације. Поред четири главне, постоје и мање класификације, за које се не додјељују мајице.
- Прва и најважнија класификација био је генерални пласман; побједник генералног пласмана је и побједник Ђира. Пласман се рачунао тако што су се на времена возача остварена на првој етапи, додавала времена остварена на свакој наредној.[47] Три првопласирана возача на свакој етапи добијали су временску бонификацију, 10, 6 и 4 секунде.[48] На свакој друмској етапи постојала су два пролазна циља, од којих је први био за класификацију по поенима, а на другом су се добијале секунде бонификације, 3, 2 и 1 секунда.[49] Возач са најмањим временом у току трку носио је розе мајицу и сматра се побједником Ђира на крају.[50][51][52]

- Једна од другостепених класификација била је класификација по поенима. Возачи су добијали поене на свакој етапи, док је број поена који се додјељивао зависио од типа етапе. До 2014, број поена који се додјељује био је исти на свим етапама (по 25 за побједника), због чега су класификацију освајали и возачи који се боре за генерални пласман. Од Ђира 2014, систем је промијењен, да би спринтери добили више шанси за освајање класификације.[51] Број поена који се додјељује и број возача који добијају поене зависи од типа етапе:
  - на равним етапама поене је добијало првих 15 возача (50, 35, 25, 18, 14, 12, 10, 8, 7, 6, 5, 4, 3, 2, 1);
  - На средње тешким брдским етапама поене је добијало десет првопласираних возача (25, 18, 12, 8, 6, 5, 4, 3, 2, 1);[50]
  - На тешким брдским етапама поене су добијала такође десеторица првопласираних возача, али је број поена који се додјељивао био мањи (15, 12, 9, 7, 6, 5, 4, 3, 2 и 1).[50] На свим друмским етапама, постојала су два пролазна циља, од којих је први био за класификацију по поенима, као и за посебну, спринт класификацију. Број поена који се додјељивао био је исти, без обзира на тип етапе, а поене је добијало осам возача (12, 8, 6, 5, 4, 3, 2, 1).[51] Лидер класификације од 2017. носи љубичасту мајицу (итал. Maglia Ciclamino).[53] Од 1970. до 2010, такође је кориштена љубичаста мајица (боје слеза), док је у периоду од 2010. до 2016. мајица за лидера класификације била црвена.[54]

- Једна од другостепених класификација била је и брдска класификација, за коју су се поени додјељивали првим возачима који пређу преко назначених успона. Успони су категоризовани у пет категорија:
  - Чима Копи: додјељивао се само на највишем успону на Ђиру, 2021. то је требало да буде Пасо Пордои, али се није возио због лошег времена и Чима Копи је био успон Пасо Ђау.[55] Поени су се додјељивали деветорици првопласираних возача преко успона (50, 30, 20, 14, 10, 6, 4, 2);[56]
  - Прва категорија: на успонима прве категорије поене је добијало осам првопласираних возача (40, 18, 12, 9, 6, 4, 2, 1);[56]
  - Друга категорија: поени су се додјељивали шесторици првопласираних возача преко успона (18, 8, 6, 4, 2, 1);
  - Трећа категорија: поени су се додјељивали четворици првопласираних возача (9, 4, 2, 1);[56]
  - Четврта категорија: поени су се додјељивали тројици првопласираних возача (3, 2, 1).[56] Лидер класификације носио је плаву мајицу током трке.[50]

- Четврта мајица која се додјељивала је за најбољег младог возача. Лидер се одлучивао по оствареном времену, исто као и за генерални пласман.[57] Такмичили су се само возачи млађи од 25 година, а лидер је носио бијелу мајицу током трке.[51]

- Последња од већих класификација била је тимска класификација, која се рачунала тако што су се сабирала времена прва три возача из сваког тима, на свакој етапи посебно; времена су се додавала на претходна и сабирала се, а лидер је био тим са најмањим временом.[51]

Поред главних, додјељивале су се награде и за неколико мањих класификација:
- Једна од мањих класификација била је спринт класификација. На свим друмским етапама, постојала су два пролазна циља, од којих је први био за класификацију по поенима, као и за посебну, спринт класификацију. Број поена који се додјељивао био је исти, без обзира на тип етапе, а поене је добијало осам возача (12, 8, 6, 5, 4, 3, 2, 1).[51] Возач са највише освојених поена на пролазним циљевима је побједник класификације.[51]

- Друга мања класификација била је класификација за борбеност. Поени су се додјељивали побједницима етапа, возачима који пређу први преко означених успона и пролазних циљева, а возач са највише поена је побједник класификације.[51] На крају етапе, поене су добијала шесторица првопласираних возача (6, 5, 4, 3, 2, 1), на пролазним циљевима, поене су добијала петорица првопласираних возача (5, 4, 3, 2, 1), док је на брдским циљевима, број поена који се додјељивао и број возача који су добијали поене, зависио од категорије успона:

- - Чима Копи и прва категорија: 4, 3, 2, 1;
  - Друга категорија: 3, 2, 1;
  - Трећа категорија: 2, 1;
  - Четврта категорија: 1.

- Трећа мања класификација била је класификација за бијег (итал. Premio della Fuga). У класификацији, додјељивали су се поени сваком возачу који је провео барем 5 km у бијегу у коме је било мање од десет возача. Возачима се додјељивао по један поен за сваки километар који проведу у таквом бијегу; возач са највише скупљених поена је побједник класификације.[51]

- Последња класификација био је фер плеј за тимове. Тимови су добијали казнене бодове за кршење било каквог правила:

- - Упозорење — 0,50 поена;
  - Новчана казна — 1 поен;
  - Временска казна је 2 поена;
  - Декласификација возача или тимског аута — 100 поена;
  - Дисквалификација возача — 1.000 поена;
  - Возач позитиван на допинг тесту — 2.000 поена. Тим са најмање поена на крају трке је побједник класификације.[51]

На Ђиру 2021. уведен је посебан број за етапне побједнике, како би били препознатљиви у групи. Сваки побједник носио је на наредној етапи број са зеленим, бијелим и црвеним пругама, у бојама заставе Италије.
| Етапа | Побједник         | Генерални пласман  | Класификација по поенима | Брдска класификација | Најбољи млади возач | Тимска класи фикација | Спринт          | Агресивност        | Бијег             | Фер плеј              |
| ----- | ----------------- | ------------------ | ------------------------ | -------------------- | ------------------- | --------------------- | --------------- | ------------------ | ----------------- | --------------------- |
| 1.    | Филипо Гана       | Филипо Гана        | Филипо Гана              | Није додијељено      | Филипо Гана         | Јумбо—визма           | Није додијељено | Филипо Гана        | Није додијељено   | Инеос Гренадирс       |
| 2.    | Тим Мерлије       | Филипо Гана        | Тим Мерлије              | Винченцо Албанесе    | Филипо Гана         | Јумбо—визма           | Филипо Гана     | Филипо Гана        | Филипо Таљани     | Инеос Гренадирс       |
| 3.    | Тако ван дер Хорн | Филипо Гана        | Тим Мерлије              | Винченцо Албанесе    | Филипо Гана         | Јумбо—визма           | Симон Пело      | Филипо Гана        | Винченцо Албанесе | Инеос Гренадирс       |
| 4.    | Џо Домбровски     | Алесандро де Марки | Тим Мерлије              | Џо Домбровски        | Атила Валтер        | Бахреин—викторијус    | Симон Пело      | Алесандро де Марки | Винченцо Албанесе | Израел старт ап нејшн |
| 5.    | Кејлеб Јуан       | Алесандро де Марки | Ђакомо Ницоло            | Џо Домбровски        | Атила Валтер        | Бахреин—викторијус    | Филипо Таљани   | Симон Пело         | Винченцо Албанесе | Израел старт ап нејшн |
| 6.    | Ђино Медер        | Атила Валтер       | Ђакомо Ницоло            | Ђино Медер           | Атила Валтер        | Бахреин—викторијус    | Филипо Таљани   | Ђино Медер         | Винченцо Албанесе | Групама—ФДЈ           |
| 7.    | Кејлеб Јуан       | Атила Валтер       | Кејлеб Јуан              | Ђино Медер           | Атила Валтер        | Бахреин—викторијус    | Симон Пело      | Симон Пело         | Симон Пело        | Групама—ФДЈ           |
| 8.    | Виктор Лафај      | Атила Валтер       | Тим Мерлије              | Ђино Медер           | Атила Валтер        | Инеос Гренадирс       | Симон Пело      | Симон Пело         | Симон Пело        | Групама—ФДЈ           |
| 9.    | Еган Бернал       | Еган Бернал        | Тим Мерлије              | Жефре Бушар          | Еган Бернал         | Инеос Гренадирс       | Симон Пело      | Симон Пело         | Симон Пело        | Трек—сегафредо        |
| 10.   | Петер Саган       | Еган Бернал        | Петер Саган              | Жефре Бушар          | Еган Бернал         | Инеос Гренадирс       | Симон Пело      | Симон Пело         | Симон Пело        | Трек—сегафредо        |
| 11.   | Мауро Шмит        | Еган Бернал        | Петер Саган              | Жефре Бушар          | Еган Бернал         | Инеос Гренадирс       | Симон Пело      | Симон Пело         | Симон Пело        | Бахреин—викторијус    |
| 12.   | Андреа Вендраме   | Еган Бернал        | Петер Саган              | Жефре Бушар          | Еган Бернал         | Инеос Гренадирс       | Симон Пело      | Дрис де Бонт       | Симон Пело        | Бахреин—викторијус    |
| 13.   | Ђакомо Ницоло     | Еган Бернал        | Петер Саган              | Жефре Бушар          | Еган Бернал         | Инеос Гренадирс       | Умберто Маренго | Симон Пело         | Симон Пело        | Бахреин—викторијус    |
| 14.   | Лоренцо Фортунато | Еган Бернал        | Петер Саган              | Жефре Бушар          | Еган Бернал         | Инеос Гренадирс       | Умберто Маренго | Симон Пело         | Симон Пело        | Бахреин—викторијус    |
| 15.   | Виктор Кампенартс | Еган Бернал        | Петер Саган              | Жефре Бушар          | Еган Бернал         | Трек—сегафредо        | Умберто Маренго | Дрис де Бонт       | Симон Пело        | Бахреин—викторијус    |
| 16.   | Еган Бернал       | Еган Бернал        | Петер Саган              | Жефре Бушар          | Еган Бернал         | Трек—сегафредо        | Умберто Маренго | Дрис де Бонт       | Симон Пело        | Бахреин—викторијус    |
| 17.   | Данијел Мартин    | Еган Бернал        | Петер Саган              | Жефре Бушар          | Еган Бернал         | Инеос Гренадирс       | Дрис де Бонт    | Дрис де Бонт       | Симон Пело        | Бахреин—викторијус    |
| 18.   | Алберто Бетиол    | Еган Бернал        | Петер Саган              | Жефре Бушар          | Еган Бернал         | ДСМ                   | Дрис де Бонт    | Дрис де Бонт       | Симон Пело        | Бахреин—викторијус    |
| 19.   | Сајмон Јејтс      | Еган Бернал        | Петер Саган              | Жефре Бушар          | Еган Бернал         | Инеос Гренадирс       | Дрис де Бонт    | Дрис де Бонт       | Симон Пело        | Бахреин—викторијус    |
| 20.   | Дамијано Карузо   | Еган Бернал        | Петер Саган              | Жефре Бушар          | Еган Бернал         | Инеос Гренадирс       | Дрис де Бонт    | Дрис де Бонт       | Симон Пело        | Бахреин—викторијус    |
| 21.   | Филипо Гана       | Еган Бернал        | Петер Саган              | Жефре Бушар          | Еган Бернал         | Инеос Гренадирс       | Дрис де Бонт    | Дрис де Бонт       | Симон Пело        | Бахреин—викторијус    |
| Крај  | Крај              | Еган Бернал        | Петер Саган              | Жефре Бушар          | Еган Бернал         | Инеос Гренадирс       | Дрис де Бонт    | Дрис де Бонт       | Симон Пело        | Бахреин—викторијус    |

- На другој етапи, Едоардо Афини, који је био на другом мјесту у класификацији по поенима, носио је љубичасту мајицу, јер је лидер класификације — Филипо Гана, био и лидер трке и носио је розе мајицу.[59] Гана и Афини су били двојица првопласираних у класификацији по најбољег младог возача, због чега је трећепласирани у класификацији — Тобијас Фос, носио бијелу мајицу.[60]
- На трећој и четвртој етапи, Едоардо Афини, који је био на другом мјесту у класификацији за најбољег младог возача, носио је бијелу мајицу, јер је лидер класификације — Филипо Гана, био и лидер трке и носио је розе мајицу.[61][62]
- На шестој етапи, Винченцо Албанесе, који је био на другом мјесту у брдској класификацији, носио је плаву мајицу, јер лидер класификације — Џо Домбровски, није стартовао етапу због повреда у паду на петој етапи.[63]
- Од седме до девете етапе, Ремко Евенепол, који је био на другом мјесту у класификацији за најбољег младог возача, носио је бијелу мајицу, јер је лидер класификације — Атила Валтер, био и лидер трке и носио је розе мајицу.[64] На етапама 10. и 11. Евенепол је наставио да носи бијелу мајицу, јер је нови лидер класификације — Еган Бернал, био и лидер трке и носио је розе мајицу.[65] Из истог разлога, Александар Власов је носио розе мајицу од етапе 12 до краја, до етапе 21.[66]

## Резултати
| розе             | Означава побједника генералног пласмана      | Плава мајица  | Означава побједника брдске класификације                    |
| Љубичаста мајица | Означава побједника класификације по поенима | Бијела мајица | Означава побједника класификације за најбољег младог возача |

### Генерални пласман
| Позиција | Возач                   | Тим                   | Вријеме     |
| -------- | ----------------------- | --------------------- | ----------- |
| 1        | Еган Бернал (КОЛ)       | Инеос Гренадирс       | 86h 17' 28" |
| 2        | Дамијано Карузо (ИТА)   | Бахреин—викторијус    | + 1' 29"    |
| 3        | Сајмон Јејтс (УК)       | Бајк ексчејнџ         | + 4' 15"    |
| 4        | Александар Власов (РУС) | Астана премијер тех   | + 6' 40"    |
| 5        | Данијел Мартинез (КОЛ)  | Инеос Гренадирс       | + 7' 24"    |
| 6        | Жоао Алмеида (ПОР)      | Декунинк—Квик-степ    | + 7' 24"    |
| 7        | Ромен Барде (ФРА)       | ДСМ                   | + 8' 05"    |
| 8        | Хју Карти (УК)          | ЕФ едукејшен—нипо     | + 8' 56"    |
| 9        | Тобијас Фос (НОР)       | Јумбо—визма           | + 11' 44"   |
| 10       | Данијел Мартин (ИРС)    | Израел старт ап нејшн | + 18' 35"   |

| Генерални пласман (11–143) | Генерални пласман (11–143)    | Генерални пласман (11–143)      | Генерални пласман (11–143) |
| Позиција                   | Возач                         | Тим                             | Вријеме                    |
| -------------------------- | ----------------------------- | ------------------------------- | -------------------------- |
| 11                         | Џорџ Бенет (НЗЛ)              | Јумбо—визма                     | + 25' 35"                  |
| 12                         | Коен Боуман (ХОЛ)             | Јумбо—визма                     | + 30' 56"                  |
| 13                         | Пељо Билбао (ШПА)             | Бахреин—викторијус              | + 37' 58"                  |
| 14                         | Атила Валтер (МАЂ)            | Групама—ФДЈ                     | + 45' 30"                  |
| 15                         | Давиде Формоло (ИТА)          | УАЕ тим Емирејтс                | + 47' 21"                  |
| 16                         | Лоренцо Фортунато (ИТА)       | Еоло—комета                     | + 47' 31"                  |
| 17                         | Дијего Улиси (ИТА)            | УАЕ тим Емирејтс                | + 56' 32"                  |
| 18                         | Винченцо Нибали (ИТА)         | Трек–сегафредо                  | + 1 с 03' 59"              |
| 19                         | Горка Изагире (ШПА)           | Астана премијер тех             | + 1 с 04' 12"              |
| 20                         | Луис Верваке (БЕЛ)            | Алпесин—феникс                  | + 1 с 05' 19"              |
| 21                         | Танел Кангерт (ЕСТ)           | Бајк ексчејнџ                   | + 1 с 07' 25"              |
| 22                         | Антонио Педреро (ШПА)         | Мовистар                        | + 1 с 07' 50"              |
| 23                         | Хонатан Кастровијехо (ШПА)    | Инеос Гренадирс                 | + 1 с 18' 16"              |
| 24                         | Ђани Москон (ИТА)             | Инеос Гренадирс                 | + 1 с 18' 17"              |
| 25                         | Микел Ниеве (ШПА)             | Бајк ексчејнџ                   | + 1 с 20' 58"              |
| 26                         | Јан Хирт (ЧЕШ)                | Интермарш—ванти—гобер материокс | + 1 с 32' 42"              |
| 27                         | Нелсон Оливеира (ПОР)         | Мовистар                        | + 1 с 36' 27"              |
| 28                         | Бауке Молема (ХОЛ)            | Трек–сегафредо                  | + 1 с 36' 47"              |
| 29                         | Франческо Гаваци (ИТА)        | Еоло—комета                     | + 1 с 40' 19"              |
| 30                         | Алберто Бетиол (ИТА)          | ЕФ едукејшен—нипо               | + 1 с 43' 43"              |
| 31                         | Мајкл Сторер (АУС)            | ДСМ                             | + 1 с 49' 05"              |
| 32                         | Матео Фабро (ИТА)             | Бора–ханзгро                    | + 1 с 49' 23"              |
| 33                         | Луис Леон Санчез (ШПА)        | Астана премијер тех             | + 1 с 49' 52"              |
| 34                         | Матео Бадилати (ШВА)          | Групама—ФДЈ                     | + 1 с 51' 47"              |
| 35                         | Ђовани Карбони (ИТА)          | Бардијани—ЦСФ—фазијане          | + 2 с 00' 45"              |
| 36                         | Харолд Техада (КОЛ)           | Астана премијер тех             | + 2 с 01' 12"              |
| 37                         | Риди Молар (ФРА)              | Групама—ФДЈ                     | + 2 с 02' 01"              |
| 38                         | Алесандро Кови (ИТА)          | УАЕ тим Емирејтс                | + 2 с 03' 30"              |
| 39                         | Ејнер Рубио (КОЛ)             | Мовистар                        | + 2 с 03' 56"              |
| 40                         | Вадим Пронскиј (КАЗ)          | Астана премијер тех             | + 2 с 03' 59"              |
| 41                         | Лари Вербас (САД)             | АГ2Р ситроен                    | + 2 с 05' 59"              |
| 42                         | Феликс Гросшартнер (АУТ)      | Бора–ханзгро                    | + 2 с 12' 10"              |
| 43                         | Квинтен Херманс (БЕЛ)         | Интермарш—ванти—гобер материокс | + 2 с 13' 57"              |
| 44                         | Симоне Петили (ИТА)           | Интермарш—ванти—гобер материокс | + 2 с 14' 12"              |
| 45                         | Крис Хамилтон (АУС)           | ДСМ                             | + 2 с 17' 55"              |
| 46                         | Едвард Раваси (ИТА)           | Еоло—комета                     | + 2 с 18' 40"              |
| 47                         | Едуардо Сепулведа (АРГ)       | Андрони ђокатоли—сидермек       | + 2 с 20' 12"              |
| 48                         | Патрик Бевин (НЗЛ)            | Израел старт ап нејшн           | + 2 с 21' 29"              |
| 49                         | Хонатан Нарваез (ЕКВ)         | Инеос Гренадирс                 | + 2 с 21' 53"              |
| 50                         | Андреа Вендраме (ИТА)         | АГ2Р ситроен                    | + 2 с 23' 42"              |
| 51                         | Рејн Тарамаје (ЕСТ)           | Интермарш—ванти—гобер материокс | + 2 с 24' 46"              |
| 52                         | Јакопо Моска (ИТА)            | Трек–сегафредо                  | + 2 с 27' 00"              |
| 53                         | Џејмс Нокс (УК)               | Декунинк—Квик-степ              | + 2 с 29' 17"              |
| 54                         | Дарио Каталдо (ИТА)           | Мовистар                        | + 2 с 29' 24"              |
| 55                         | Давиде Вилела (ИТА)           | Мовистар                        | + 2 с 29' 51"              |
| 56                         | Питер Сери (БЕЛ)              | Декунинк—Квик-степ              | + 2 с 30' 40"              |
| 57                         | Килијан Франкини (ШВА)        | Кубека асос                     | + 2 с 34' 36"              |
| 58                         | Жефре Бушар (ФРА)             | АГ2Р ситроен                    | + 2 с 36' 35"              |
| 59                         | Николас Роуч (ИРС)            | ДСМ                             | + 2 с 41' 13"              |
| 60                         | Тони Галопен (ФРА)            | АГ2Р ситроен                    | + 2 с 46' 05"              |
| 61                         | Матео Собреро (ИТА)           | Астана премијер тех             | + 2 с 47' 16"              |
| 62                         | Никијас Арнт (ЊЕМ)            | ДСМ                             | + 2 с 56' 04"              |
| 63                         | Емануел Гебрегзабијер (ЕРИ)   | Трек–сегафредо                  | + 2 с 59' 03"              |
| 64                         | Ларс ван ден Берг (ХОЛ)       | Групама—ФДЈ                     | + 3 с 13' 49"              |
| 65                         | Џими Џенсен (БЕЛ)             | Алпесин—феникс                  | + 3 с 15' 06"              |
| 66                         | Симон Кер (УК)                | ЕФ едукејшен—нипо               | + 3 с 18' 32"              |
| 67                         | Андри Пономар (УКР)           | Андрони ђокатоли—сидермек       | + 3 с 18' 33"              |
| 68                         | Реми Кавања (ФРА)             | Декунинк—Квик-степ              | + 3 с 19' 43"              |
| 69                         | Симон Пело (ШВА)              | Андрони ђокатоли—сидермек       | + 3 с 20' 10"              |
| 70                         | Јан Тратник (СЛО)             | Бахреин—викторијус              | + 3 с 22' 28"              |
| 71                         | Симоне Раванели (ИТА)         | Андрони ђокатоли—сидермек       | + 3 с 22' 30"              |
| 72                         | Андреа Пасквалон (ИТА)        | Интермарш—ванти—гобер материокс | + 3 с 23' 57"              |
| 73                         | Филипо Зана (ИТА)             | Бардијани—ЦСФ—фазијане          | + 3 с 28' 45"              |
| 74                         | Гај Нив (ИЗР)                 | Израел старт ап нејшн           | + 3 с 33' 32"              |
| 75                         | Винченцо Албанесе (ИТА)       | Еоло—комета                     | + 3 с 34' 13"              |
| 76                         | Марк Кристијан (УК)           | Еоло—комета                     | + 3 с 35' 44"              |
| 77                         | Јукија Араширо (ЈАП)          | Бахреин—викторијус              | + 3 с 36' 24"              |
| 78                         | Јенс Кеукелер (БЕЛ)           | ЕФ едукејшен—нипо               | + 3 с 37' 24"              |
| 79                         | Стефано Олдани (ИТА)          | Лото–судал                      | + 3 с 39' 11"              |
| 80                         | Ђовани Алеоти (ИТА)           | Бора–ханзгро                    | + 3 с 40' 28"              |
| 81                         | Микел Оноре (ДАН)             | Декунинк—Квик-степ              | + 3 с 41' 43"              |
| 82                         | Самуеле Батистела (ИТА)       | Астана премијер тех             | + 3 с 45' 57"              |
| 83                         | Калум Скотсон (АУС)           | Бајк ексчејнџ                   | + 3 с 46' 05"              |
| 84                         | Тиџеј ван Гардерен (САД)      | ЕФ едукејшен—нипо               | + 3 с 46' 16"              |
| 85                         | Енрико Батаљин (ИТА)          | Бардијани—ЦСФ—фазијане          | + 3 с 47' 55"              |
| 86                         | Харм Ванхуке (БЕЛ)            | Лото–судал                      | + 3 с 49' 07"              |
| 87                         | Ђани Вермеш (БЕЛ)             | Алпесин—феникс                  | + 3 с 52' 52"              |
| 88                         | Ромен Сигл (ФРА)              | Групама—ФДЈ                     | + 3 с 55' 23"              |
| 89                         | Валерио Конти (ИТА)           | УАЕ тим Емирејтс                | + 3 с 58' 45"              |
| 90                         | Симон Гиљелми (ФРА)           | Групама—ФДЈ                     | + 3 с 59' 46"              |
| 91                         | Дрис де Бонт (БЕЛ)            | Алпесин—феникс                  | + 4 с 03' 03"              |
| 92                         | Натнел Тесфасион (ЕРИ)        | Андрони ђокатоли—сидермек       | + 4 с 03' 27"              |
| 93                         | Мауро Шмит (ШВА)              | Кубека асос                     | + 4 с 03' 47"              |
| 94                         | Салваторе Пукио (ИТА)         | Инеос Гренадирс                 | + 4 с 04' 23"              |
| 95                         | Ђовани Висконти (ИТА)         | Бардијани—ЦСФ—фазијане          | + 4 с 04' 45"              |
| 96                         | Рафаел Валс (ШПА)             | Бахреин—викторијус              | + 4 с 04' 52"              |
| 97                         | Кристофер Јул Јенсен (ДАН)    | Бајк ексчејнџ                   | + 4 с 05' 47"              |
| 98                         | Матео Јоргенсен (САД)         | Мовистар                        | + 4 с 05' 48"              |
| 99                         | Пол Мартенс (ЊЕМ)             | Јумбо—визма                     | + 4 с 09' 07"              |
| 100                        | Мартон Дина (МАЂ)             | Еоло—комета                     | + 4 с 11' 55"              |
| 101                        | Сене Лејсен (БЕЛ)             | Алпесин—феникс                  | + 4 с 15' 22"              |
| 102                        | Нико Денз (ЊЕМ)               | ДСМ                             | + 4 с 16' 02"              |
| 103                        | Чезре Бенедети (ИТА)          | Бора–ханзгро                    | + 4 с 26' 44"              |
| 104                        | Оскар Ризербек (ХОЛ)          | Алпесин—феникс                  | + 4 с 33' 33"              |
| 105                        | Самуеле Зокарато (ИТА)        | Бардијани—ЦСФ—фазијане          | + 4 с 33' 49"              |
| 106                        | Давиде Габуро (ИТА)           | Бардијани—ЦСФ—фазијане          | + 4 с 35' 44"              |
| 107                        | Тако ван дер Хорн (ХОЛ)       | Интермарш—ванти—гобер материокс | + 4 с 35' 49"              |
| 108                        | Филипо Фјорели (ИТА)          | Бардијани—ЦСФ—фазијане          | + 4 с 36' 05"              |
| 109                        | Фернандо Гавирија (КОЛ)       | УАЕ тим Емирејтс                | + 4 с 37' 48"              |
| 110                        | Симоне Конзони (ИТА)          | Кофидис                         | + 4 с 38' 16"              |
| 111                        | Камерон Мејер (АУС)           | Бајк ексчејнџ                   | + 4 с 38' 42"              |
| 112                        | Данијел Ос (ИТА)              | Бора–ханзгро                    | + 4 с 42' 49"              |
| 113                        | Едоардо Афини (ИТА)           | Јумбо—визма                     | + 4 с 43' 51"              |
| 114                        | Алексис Гужар (ФРА)           | АГ2Р ситроен                    | + 4 с 43' 57"              |
| 115                        | Антоан Дишен (КАН)            | Групама—ФДЈ                     | + 4 с 43' 58"              |
| 116                        | Макс Кантер (ЊЕМ)             | ДСМ                             | + 4 с 46' 24"              |
| 117                        | Петер Саган (СВК)             | Бора—ханзгро                    | + 4 с 46' 24"              |
| 118                        | Филипо Гана (ИТА)             | Инеос Гренадирс                 | + 4 с 47' 40"              |
| 119                        | Лоренс Насен (БЕЛ)            | АГ2Р ситроен                    | + 4 с 47' 48"              |
| 120                        | Мајкл Хепберн (АУС)           | Бајк ексчејнџ                   | + 4 с 47' 58"              |
| 121                        | Иљо Кејсе (БЕЛ)               | Декунинк—Квик-степ              | + 4 с 50' 45"              |
| 122                        | Берт Јан Линдерман (ХОЛ)      | Кубека асос                     | + 4 с 58' 29"              |
| 123                        | Филипо Таљани (ИТА)           | Андрони ђокатоли—сидермек       | + 4 с 59' 05"              |
| 124                        | Макс Валшајд (ЊЕМ)            | Кубека асос                     | + 4 с 59' 37"              |
| 125                        | Јулијус ван дер Берг (ХОЛ)    | ЕФ едукејшен—нипо               | + 5 с 00' 11"              |
| 126                        | Хуан ССебастијан Молано (КОЛ) | УАЕ тим Емирејтс                | + 5 с 01' 04"              |
| 127                        | Давиде Чимолаи (ИТА)          | Израел старт ап нејшн           | + 5 с 02' 16"              |
| 128                        | Весли Кредер (ХОЛ)            | Интермарш—ванти—гобер материокс | + 5 с 02' 43"              |
| 129                        | Самуеле Риви (ИТА)            | Еоло—комета                     | + 5 с 02' 59"              |
| 130                        | Матијас Брендле (АУТ)         | Израел старт ап нејшн           | + 5 с 03' 34"              |
| 131                        | Лукаш Возниовски (ПОЉ)        | Кубека асос                     | + 5 с 08' 11"              |
| 132                        | Никола Венчарути (ИТА)        | Андрони ђокатоли—сидермек       | + 5 с 08' 13"              |
| 133                        | Фабио Сабатини (ИТА)          | Кофидис                         | + 5 с 09' 16"              |
| 134                        | Коен де Корт (ХОЛ)            | Трек–сегафредо                  | + 5 с 11' 05"              |
| 135                        | Елија Вивијани (ИТА)          | Кофидис                         | + 5 с 12' 15"              |
| 136                        | Маћјеј Боднар (ПОЉ)           | Бора–ханзгро                    | + 5 с 14' 42"              |
| 137                        | Максимилијано Ричезе (АРГ)    | УАЕ тим Емирејтс                | + 5 с 17' 22"              |
| 138                        | Алберт Торес (ШПА)            | Мовистар                        | + 5 с 17' 26"              |
| 139                        | Умберто Маренго (ИТА)         | Бардијани—ЦСФ—фазијане          | + 5 с 19' 06"              |
| 140                        | Александер Кригер (ЊЕМ)       | Алпесин—феникс                  | + 5 с 25' 02"              |
| 141                        | Матео Москети (ИТА)           | Трек–сегафредо                  | + 5 с 29' 21"              |
| 142                        | Атилио Вивијани (ИТА)         | Кофидис                         | + 5 с 29' 40"              |
| 143                        | Рикардо Минали (ИТА)          | Интермарш—ванти—гобер материокс | + 5 с 35' 49"              |

### Класификација по поенима
| Позиција | Возач                   | Тим                             | Поени |
| -------- | ----------------------- | ------------------------------- | ----- |
| 1        | Петер Саган (СВК)       | Бора–ханзгро                    | 136   |
| 2        | Давиде Чимолаи (ИТА)    | Израел старт ап нејшн           | 118   |
| 3        | Фернандо Гавирија (КОЛ) | УАЕ тим Емирејтс                | 116   |
| 4        | Елија Вивијани (ИТА)    | Кофидис                         | 86    |
| 5        | Еган Бернал (КОЛ)       | Инеос Гренадирс                 | 80    |
| 6        | Дрис де Бонт (БЕЛ)      | Алпесин—феникс                  | 71    |
| 7        | Андреа Пасквалон (ИТА)  | Интермарш—ванти—гобер материокс | 61    |
| 8        | Симоне Конзони (ИТА)    | Кофидис                         | 60    |
| 9        | Едоардо Афини (ИТА)     | Јумбо—визма                     | 59    |
| 10       | Алберто Бетиол (ИТА)    | ЕФ едукејшен—нипо               | 57    |

### Брдска класификација
| Позиција | Возач                   | Тим                   | Поени |
| -------- | ----------------------- | --------------------- | ----- |
| 1        | Жефре Бушар (ФРА)       | АГ2Р ситроен          | 184   |
| 2        | Еган Бернал (КОЛ)       | Инеос Гренадирс       | 140   |
| 3        | Дамијано Карузо (ИТА)   | Бахреин—викторијус    | 99    |
| 4        | Данијел Мартин (ИРС)    | Израел старт ап нејшн | 83    |
| 5        | Сајмон Јејтс (УК)       | Бајк ексчејнџ         | 61    |
| 6        | Жоао Алмеида (ПОР)      | Декунинк—Квик-степ    | 54    |
| 7        | Бауке Молема (ХОЛ)      | Трек–сегафредо        | 53    |
| 8        | Лоренцо Фортунато (ИТА) | Еоло—комета           | 52    |
| 9        | Ромен Барде (ФРА)       | ДСМ                   | 49    |
| 10       | Мајкл Сторер (АУС)      | ДСМ                   | 46    |

### Класификација за најбољег младог возача
| Позиција | Возач                   | Тим                 | Вријеме       |
| -------- | ----------------------- | ------------------- | ------------- |
| 1        | Еган Бернал (КОЛ)       | Инеос Гренадирс     | 86 с 17' 28"  |
| 2        | Александар Власов (РУС) | Астана премијер тех | + 6' 40"      |
| 3        | Данијел Мартинез (КОЛ)  | Инеос Гренадирс     | + 7' 24"      |
| 4        | Жоао Алмеида (ПОР)      | Декунинк—Квик-степ  | + 7' 24"      |
| 5        | Тобијас Фос (НОР)       | Јумбо—визма         | + 11' 44"     |
| 6        | Атила Валтер (МАЂ)      | Групама—ФДЈ         | + 45' 30"     |
| 7        | Лоренцо Фортунато (ИТА) | Еоло—комета         | + 47' 31"     |
| 8        | Мајкл Сторер (АУС)      | ДСМ                 | + 1 с 49' 05" |
| 9        | Аролд Техада (КОЛ)      | Астана премијер тех | + 2 с 01' 12" |
| 10       | Алесандро Кови (ИТА)    | УАЕ тим Емирејтс    | + 2 с 03' 30" |

### Тимска класификација
| Позиција | Тим                 | вријеме       |
| -------- | ------------------- | ------------- |
| 1        | Инеос Гренадирс     | 259h 30' 31"  |
| 2        | Јумбо—визма         | + 26' 52"     |
| 3        | ДСМ                 | + 29' 09"     |
| 4        | Астана премијер тех | + 33' 05"     |
| 5        | Бајк ексчејнџ       | + 1 с 15' 12" |
| 6        | Трек—сегафредо      | + 1 с 27' 09" |
| 7        | Мовистар            | + 1 с 28' 18" |
| 8        | Декунинк—Квик-степ  | + 1 с 37' 51" |
| 9        | Бахреин—викторијус  | + 1 с 51' 05" |
| 10       | УАЕ тим Емирејтс    | + 1 с 54' 04" |

### Спринт класификација
| Позиција | Возач                   | Тим                             | Поени |
| -------- | ----------------------- | ------------------------------- | ----- |
| 1        | Дрис де Бонт (БЕЛ)      | Алпесин—феникс                  | 70    |
| 2        | Умберто Маренго (ИТА)   | Бардијани—ЦСФ—фазијане          | 64    |
| 3        | Симон Пело (ШВА)        | Андрони ђокатоли—сидермек       | 53    |
| 4        | Самуеле Риви (ИТА)      | Еоло—комета                     | 32    |
| 5        | Филипо Таљани (ИТА)     | Андрони ђокатоли—сидермек       | 30    |
| 6        | Франческо Гаваци (ИТА)  | Еоло—комета                     | 23    |
| 7        | Андреа Пасквалон (ИТА)  | Интермарш—ванти—гобер материокс | 21    |
| 8        | Фернандо Гавирија (КОЛ) | УАЕ тим Емирејтс                | 21    |
| 9        | Симоне Раванели (ИТА)   | Андрони ђокатоли—сидермек       | 18    |
| 10       | Марк Кристијан (УК)     | Еоло—комета                     | 16    |

### Класификација за борбеност
| Позиција | Возач                   | Тим                       | Поени |
| -------- | ----------------------- | ------------------------- | ----- |
| 1        | Дрис де Бонт (БЕЛ)      | Алпесин—феникс            | 53    |
| 2        | Еган Бернал (КОЛ)       | Инеос Гренадирс           | 51    |
| 3        | Симон Пело (ШВА)        | Андрони ђокатоли—сидермек | 39    |
| 4        | Умберто Маренго (ИТА)   | Бардијани—ЦСФ—фазијане    | 36    |
| 5        | Жефре Бушар (ФРА)       | АГ2Р ситроен              | 32    |
| 6        | Дамијано Карузо (ИТА)   | Бахреин—викторијус        | 31    |
| 7        | Жоао Алмеида (ПОР)      | Декунинк—Квик-степ        | 31    |
| 8        | Фернандо Гавирија (КОЛ) | УАЕ тим Емирејтс          | 26    |
| 9        | Данијел Мартин (ИРС)    | Израел старт ап нејшн     | 22    |
| 10       | Франческо Гаваци (ИТА)  | Еоло—комета               | 21    |

### Класификација за бијег
| Позиција | Возач                   | Тим                             | Километри |
| -------- | ----------------------- | ------------------------------- | --------- |
| 1        | Симон Пело (ШВА)        | Андрони ђокатоли—сидермек       | 783       |
| 2        | Умберто Маренго (ИТА)   | Бардијани—ЦСФ—фазијане          | 648       |
| 3        | Самуеле Риви (ИТА)      | Еоло—комета                     | 414       |
| 4        | Винченцо Албанесе (ИТА) | Еоло—комета                     | 368       |
| 5        | Тако ван дер Хорн (ХОЛ) | Интермарш—ванти—гобер материокс | 355       |
| 6        | Марк Кристијан (УК)     | Еоло—комета                     | 281       |
| 7        | Алексис Гужар (ФРА)     | АГ2Р ситроен                    | 274       |
| 8        | Филипо Таљани (ИТА)     | Андрони ђокатоли—сидермек       | 224       |
| 9        | Квинтен Херманс (БЕЛ)   | Интермарш—ванти—гобер материокс | 196       |
| 10       | Самуеле Зокарато (ИТА)  | Бардијани—ЦСФ—фазијане          | 169       |

### Фер плеј класификација
| Позиција | Тим                   | Поени |
| -------- | --------------------- | ----- |
| 1        | Бахреин—викторијус    | 0     |
| 2        | Јумбо—визма           | 0     |
| 3        | Израел старт ап нејшн | 0     |
| 4        | Инеос Гренадирс       | 20    |
| 5        | Кубека асос           | 20    |
| 6        | Лото–судал            | 20    |
| 7        | ЕФ едукејшен—нипо     | 30    |
| 8        | Декунинк—Квик-степ    | 50    |
| 9        | ДСМ                   | 50    |
| 10       | Групама—ФДЈ           | 50    |